# Martin Valjent
Martin Valjent (ur. 11 grudnia 1995 w Dubnicy nad Váhom) – słowacki piłkarz występujący na pozycji obrońcy we hiszpańskim klubie RCD Mallorca oraz reprezentacji Słowacji.